# 슐런

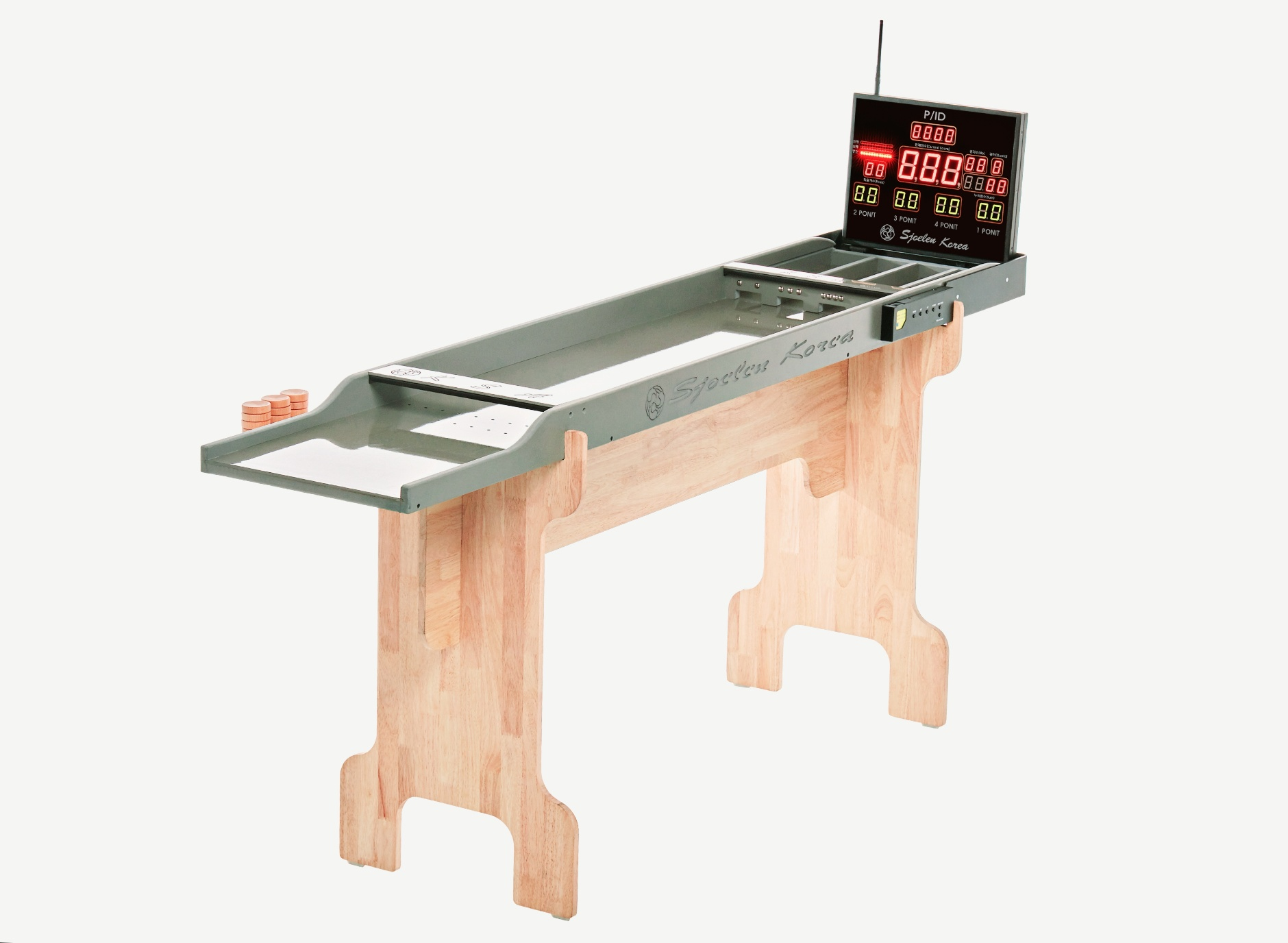

슐런(Sjoelen)은 나무보드 위에서 퍽을 홀에 넣어 점수를 내는 스포츠이다. 네덜란드의 전통놀이에서 유래된 '슐런'은 남녀노소 누구나 쉽게 참여할 수 있는 국민스포츠이다. 국내 '슐런'도입은 대한슐런협회가 2014년 10월 네덜란드와 MOU를 체결하며 한국에 도입 확산시키고 있다. 2년마다 '슐런'월드컵이 개최되는 세계적 스포츠 종목으로 특별한 운동 신경이 필요하지 않아 노인과 장애인 재활 체육 및 집중력을 요구하는 학생에게 적합한 운동이다. 특히 장애유형이나 나이에 상관없고 좁은 장소에서 할 수 있는 종목이다.
대한슐런협회는 2019년 전국장애인체육대회의 동호인부 시범 종목과 전국장애학생체육대회 시도교육감배 한국농아인스포츠연맹 대한민국 상이군경회종합대회 시도체육회 생활체육대회 등을 운영하고 있다.

## 유래
네덜란드에서 1870년 시작한 바가텔 형식의 핀볼 게임이다. 1976년부터 2년마다 슐런 월드컵이 개최되고 있다.

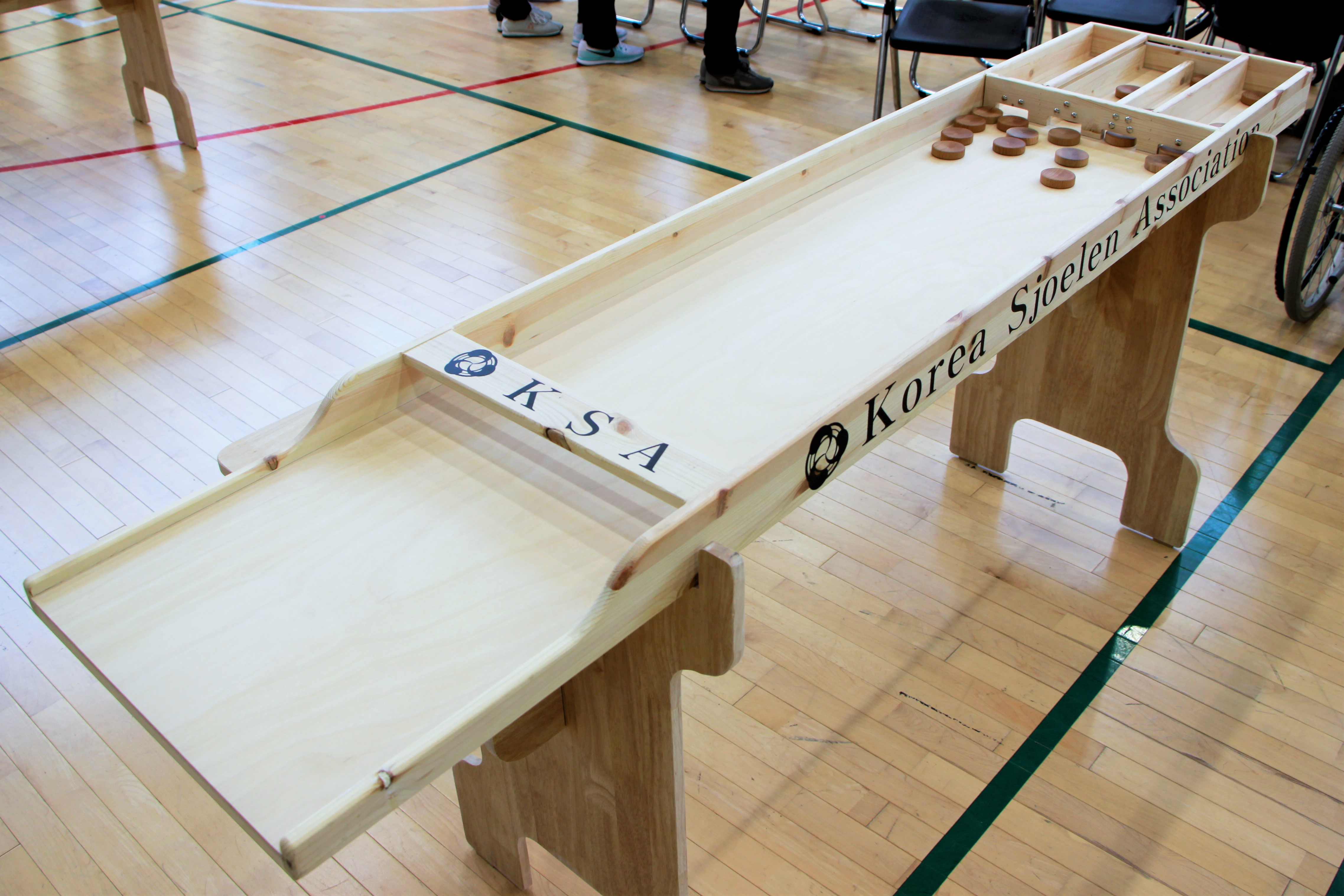

## 경기 방식
2m 크기에 폭 41cm 크기의 보드에 30개의 퍽을 활용하여 경기한다. 선수는 서거나 휠체어 앉아서 경기한다. 슐런보드 맨 왼쪽부터 2점, 3점, 4점, 1점의 점수가 부여된 홀 안에 5.2cm 지름, 쿠키 두께의 퍽을 손으로 밀어넣으면 된다.

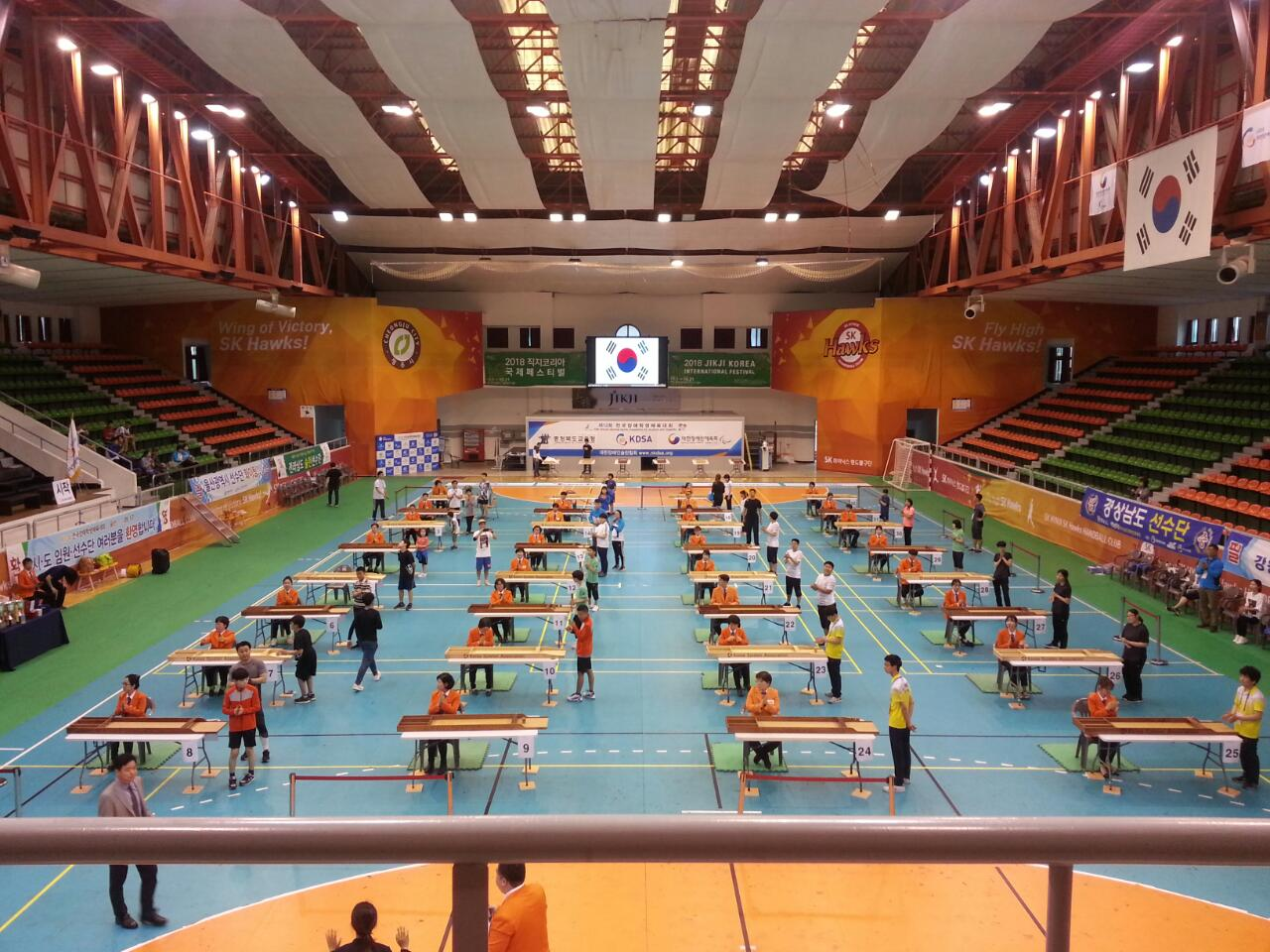

한 선수가 정해진 시간 안에 20~30개의 퍽을 사용하여 관문에 집어 넣고, 관문을 통과하지 않은 퍽을 수거하여 2차쿼터에 다시 관문에 집에 넣고 같은 방법으로 3쿼터에 걸쳐 시도를 한다.
1차 쿼터에 148점을 기록하면 보너스 퍽 2개지급, 2쿼터에 148점 만점을 기록하면 보너스 퍽 1개가 지급된다. 추가된 보너스 퍽(Puck) 148점과 합산하여 계산한다.
대한슐런협회 2019 독일 슐런 월드컵의 다크호스로 떠오르다, 스페셜경제, 2019년 6월 3일</ref>